# Robe de cour (ou grand habit)

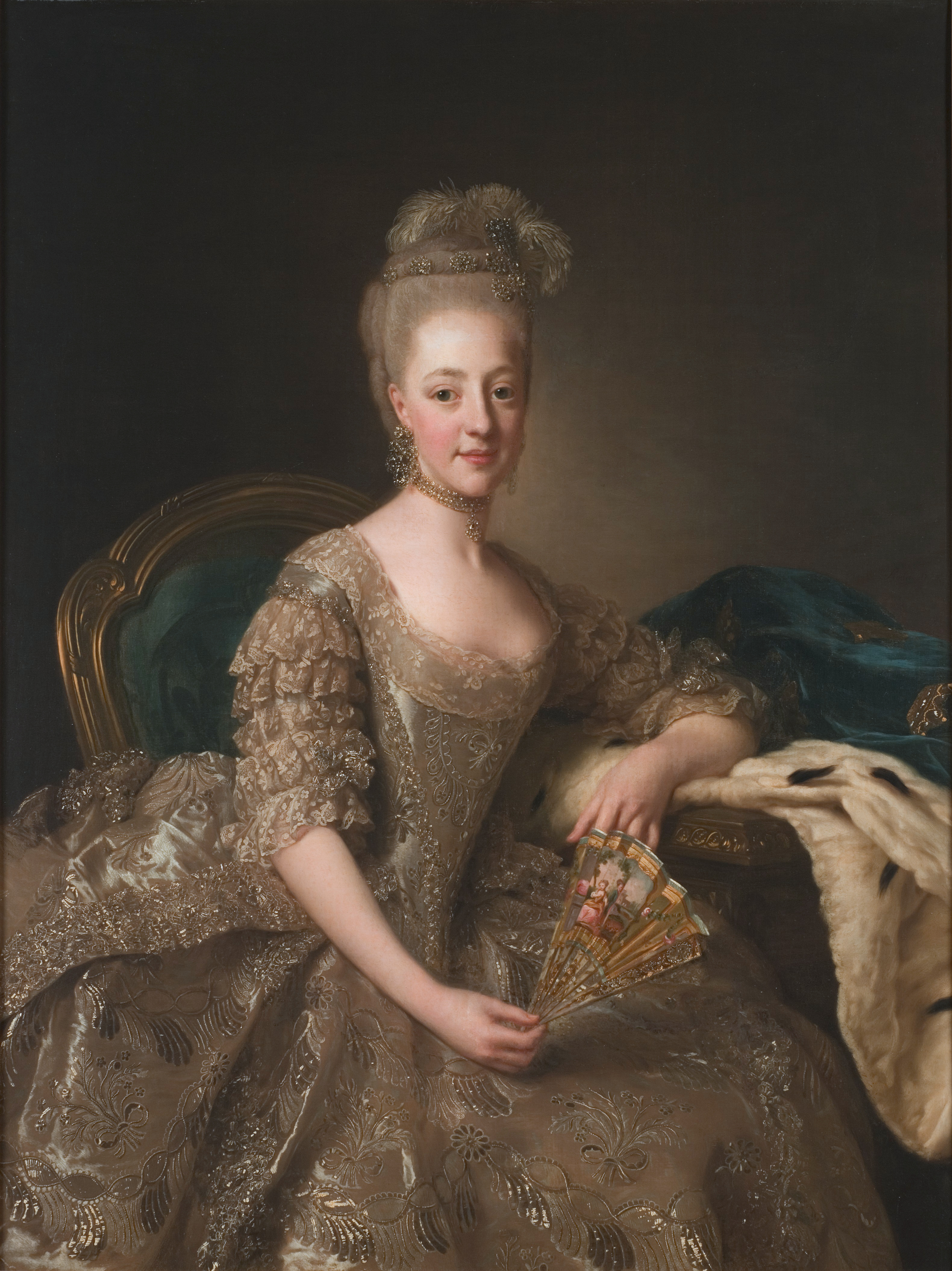
Roslin Alexander - Hedvig Elisabeth Charlotte de Holstein-Gottorp

La robe de cour, également connue sous le nom de grand habit ou grand habit de cour, est un vêtement féminin porté en Europe aux XVIIe et XVIIIe siècles.
Les robes de cour du XVIIIe siècle se placent dans la continuité des robes entièrement baleinées des années 1670. Elles comportent un décolleté en ovale porté bas, qui dénude une partie des épaules. Le corsage est fortement baleiné et toujours fermé dans le dos grâce à un laçage.
Les manches sont décorées de plusieurs rangées de volants, de tulle ou de dentelles, appelées manches "petits bonhommes".
Selon P. Gorguet-Ballesteros, conservatrice au musée Galliera, le grand habit réunit trois éléments : un corsage dit "corps" baleiné, une jupe, un bas de robe ou une queue-de-jupe. L'ampleur du grand habit est obtenu grâce à de larges paniers.